# ミニットマン (ミサイル)
LGM-30 ミニットマン (英語: LGM-30 Minuteman) は、アメリカ空軍の大陸間弾道ミサイル(ICBM)であり、核弾頭を搭載した戦略兵器である。名称はアメリカ独立戦争における民兵「ミニットマン」に由来する。

## 概要
アメリカ空軍における最初の本格的な固体燃料ロケットエンジンを搭載した量産型ICBMで、3段式ロケットによって最大速度24,000 km/hを誇る。一時は爆撃機系統の記号としてB-80が付けられていた。
アメリカ空軍で運用されている大陸間弾道ミサイルであり、戦略爆撃機およびアメリカ海軍の潜水艦発射弾道ミサイルと並び、戦略核攻撃能力を担っている。
冷戦の終結・核軍縮などにより、後継となるはずであったピースキーパーが2005年に退役した。そのため、1950年代に開発が開始された古いミサイルであるが、2009年時点でも配備・運用が続けられ、少なくとも2020年代までは運用される計画である。
搭載核弾頭については更新・改良が続けられ、長期配備に際しての安全性が考慮されている。発射実験は2020年8月4日の時点でも行われており、ヴァンデンバーグ空軍基地から発射されたミニットマンIIIは太平洋を6700キロメートル飛行し、南太平洋のマーシャル諸島の近海に着弾している。
2010年代に入り、ミニットマンIIIの後継となるICBMとして地上配備戦略抑止力 (Ground Based Strategic Deterrent, GBSD)の開発計画が、2020年代末の初期作戦能力獲得に向けて進められている。アメリカ空軍は2020年にノースロップ・グラマンとGBSDの開発契約を締結し、2022年にGBSDはLGM-35 センチネルと命名された。

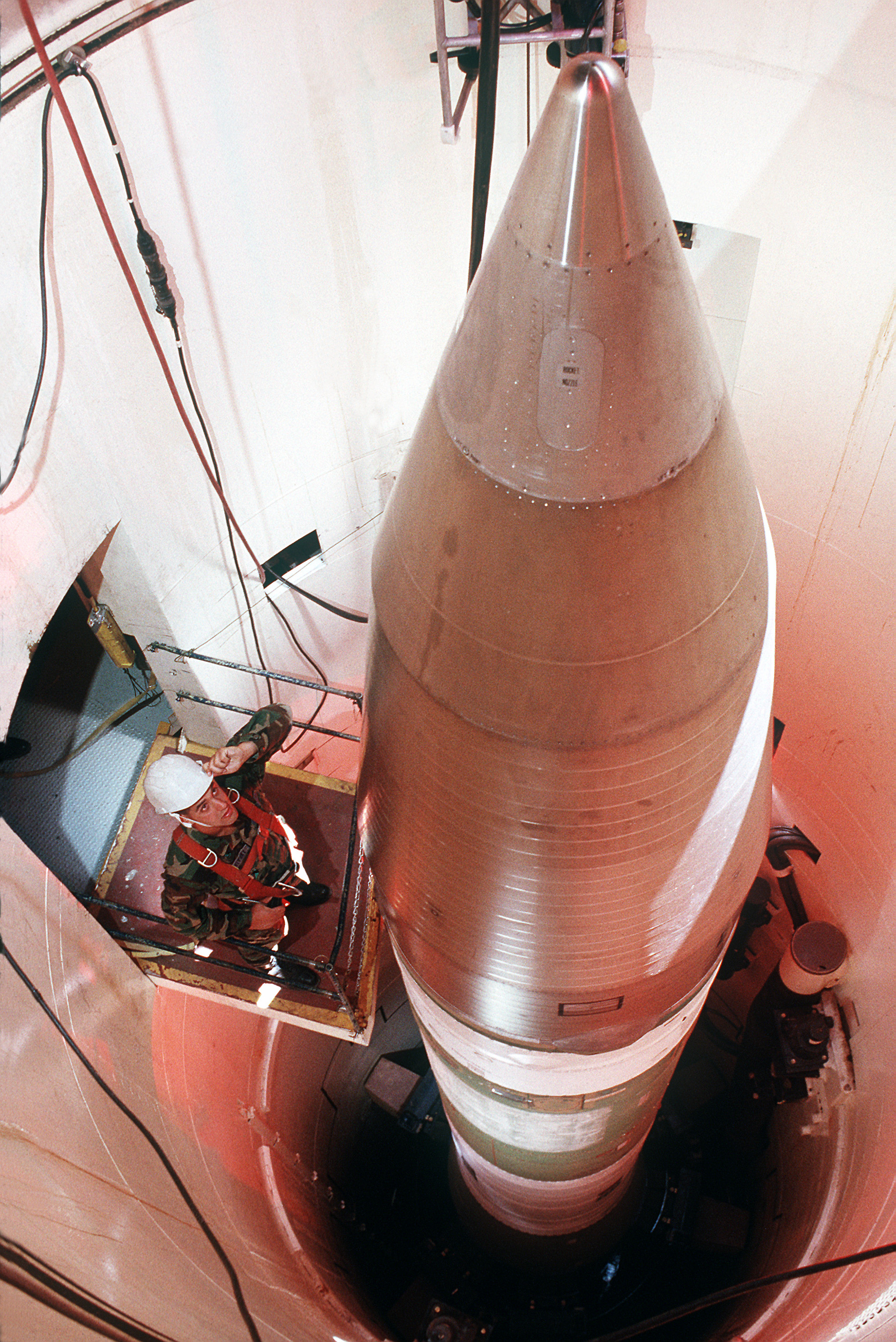
ミサイルサイロの中のミニットマンIII
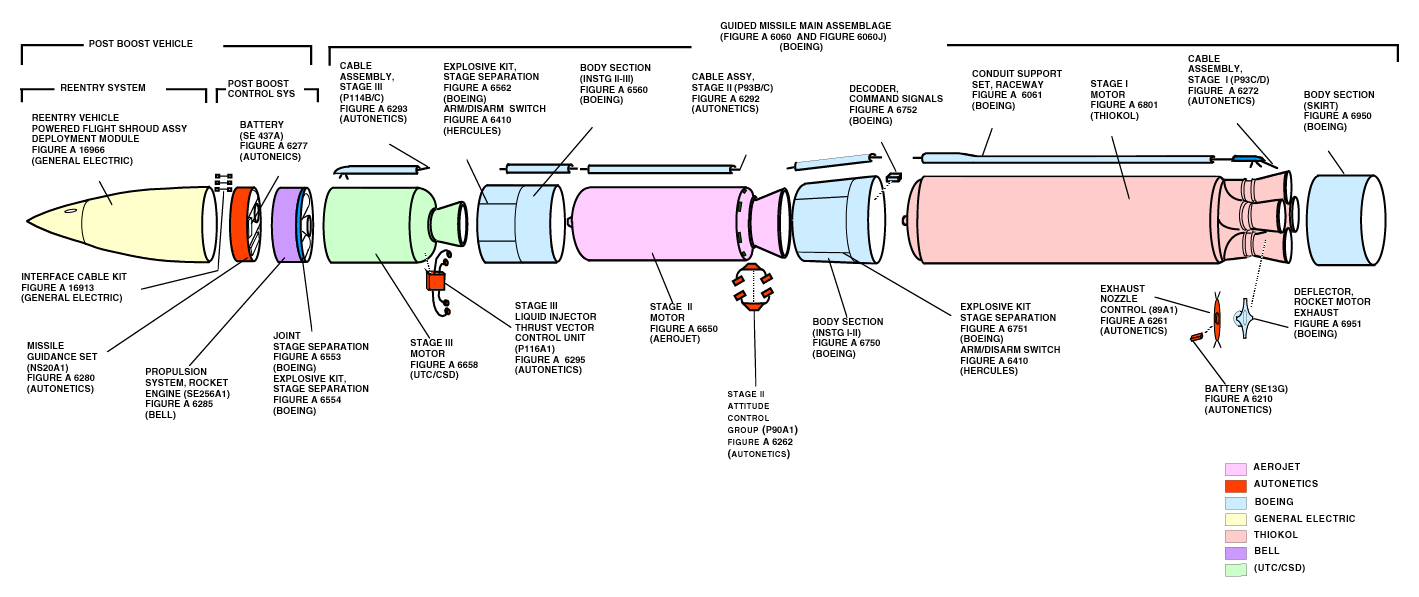
ミニットマンIIIの構造図

## 開発・運用

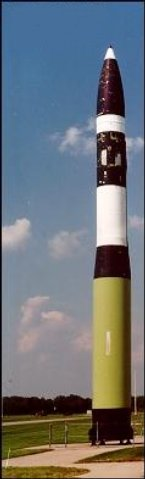
ライト・パターソン空軍基地の空軍博物館で展示中のミニットマンIII

先行して開発が進められていた大陸間弾道ミサイルであるアトラスおよびタイタンIは液体燃料ロケットであった。酸化剤に液体酸素が用いられており、発射直前に酸化剤注入の必要があり、即応性に問題があるものであった。タイタンIから改良が施されたタイタンIIでは、ハイパーゴリック推進剤を使用し即応性に優れたものになったが、使用されていた推薬である四酸化二窒素及びエアロジン-50は、取扱いに細心の注意を必要とするものであった。このため、取り扱いを誤り燃料漏れを起こして作業員が死亡する、あるいはロケット本体が爆発するなどの事故を起こし、アメリカ軍は固体燃料を使用した大陸間弾道ミサイルの開発を推し進めた結果、タイタンIIなどの液体燃料ロケットの退役を早めることとなった。
1950年代半ばから開発開始されたミニットマンは、即応性を高めるために固体燃料ロケットを用いている。固体燃料のため、燃焼制御技術の開発が必要であったが、アトラスやタイタンより小型軽量かつ安価なものになった。即ち、アメリカ・ソ連でそれまで用いられていた弾道ミサイルは、全長30m内外、重量100t前後という巨大で高価なもので、特に初期の型式では発射直前に燃料を注入せねばならないなど、著しく即応性を欠くものであり、また電波による初期誘導を行なう方式であったため、全弾発射に長時間を要した。
ミニットマンの試射は1959年に開始され、1962年に初期型であるI型(LGM-30A/B)が開発・配備された。I型はW56またはW59核弾頭搭載の単弾頭ミサイルである。1965年までに800発が配備された。1965年には改良型のII型(LGM-30F)が開発・配備されている。II型は1962年に開発開始されたもので、エンジンや誘導装置などが改良されている。これにより射程が延び、CEP（半数必中界）も向上している。
最終型のIII型(LGM-30G)は1970年に開発・配備されている。I型、改良型のII型は単弾頭であったが、III型ではMIRVとなり、3個の弾頭を搭載できる。CEPも0.4km以下となった。
タイタンII型と並び1960年代から1980年代に至る戦略航空軍団(SAC)のミサイル部隊の主力兵器として用いられていた。1990年代に退役する予定であったが、ミニットマンを置き替えるために開発されたピースキーパーが第一次戦略兵器削減条約やモスクワ条約によって2005年に退役したため、現在にいたるもなお現役に留まり、ワイオミング州、ノースダコタ州、モンタナ州等北中部の空軍基地にあるミサイルサイロに配備されている。アメリカで現役の地上発射ICBMはミニットマンの最終型であるミニットマンIIIのみであり、アメリカ空軍は少なくとも2020年までミニットマンIIIを作戦配備に留める予定である。ピースキーパーから降ろされたW87弾頭はミニットマンIIIに1基ずつ再搭載され、単弾頭ミサイルとして運用される。
ミニットマンでは固体燃料の採用によって、大陸間弾道ミサイルであるにもかかわらず同時期のソ連の中距離弾道ミサイルより小型軽量になり、しかも最大射程距離は1万km以上。即時発射もでき、更に慣性誘導方式によって全弾同時発射も可能となるなど、画期的なものとなった。ミニットマン配備が開始された1962年には、既にアメリカの大陸間弾道弾配備数（液体燃料のアトラス・タイタンが主）は200基を越え、ソ連を大きく引き離しつつあったが、その後60年代半ばにはミニットマンの総数が1,000基に達し、ポラリスミサイルの充実とあいまってソ連を圧倒した。
このほか、1974年には本ミサイルを飛行中のC-5輸送機から空中発射する試験を行っている。

### 鉄道搭載方式の検討
ミサイルサイロは頑丈ではあるものの、固定基地であり秘匿が困難であることから奇襲核攻撃を受けた際の脆弱性は議論されてきていた。それへの対処法として、ミサイル発射基地を移動式にし、その所在を発見されにくくすることが検討された。1959年10月12日に「移動式ミニットマン(Mobile Minuteman)」計画が公表されている。鉄道にミサイルおよびその発射装置を搭載し、移動する方式である。1960年6月20日から8月27日にかけて、ビッグスター作戦(Operation Big Star)の名称で、ヒル空軍基地において試験が行われた。1960年12月1日には、3個ミサイル鉄道中隊からなる第4062機動ミサイル航空団(4062nd Mobile Missile Wing)が活性化された。各ミサイル鉄道中隊は、3基ずつのミサイルを搭載した10個の鉄道車列（各中隊のミサイルは30基）を有する予定であった。しかし、ケネディ大統領の支持を得られず、固定サイロ方式にのみ配備することとした。1961年には予算請求を取りやめ、実用化は中止された。1962年2月20日に航空団は非活性化されている。

### 発射試験
配備後も信頼性などを確認するため、定期的に発射試験が行われている。報道される例はあまりないが、2018年7月31日、バンデンバーグ空軍基地（現・宇宙軍基地）から太平洋上の目標に発射された試験において、ミサイルが異常を起こし自爆処分されたことが報道されている。
2022年8月16日午前12時49分にヴァンデンバーグ宇宙軍基地から約6800km離れたマーシャル諸島クェゼリン環礁近海への発射試験が行われた。

## 主要諸元

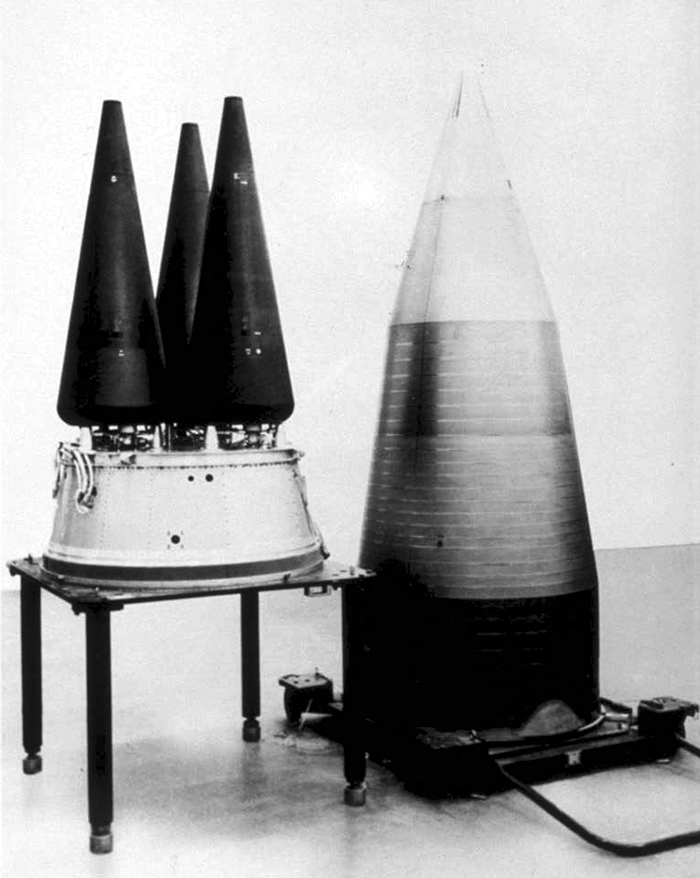
ミニットマンIIIの弾頭部分。左側の台上に置かれている物体は核弾頭を搭載するMk.12A再突入体を三基搭載したバス。バスは独自のエンジンを持つ実質的な最終段で、搭載する弾頭をそれぞれ別の目標へ投射するMIRVに固有の装備である。写真右に置かれている円錐形の物体は弾頭を大気の衝突から守るシュラウドと呼ばれる部品。

- 全長： 59.9 ft (18 m)
- 直径： 5.5 ft (1.67 m)
- 発射重量： 79,432 lb (36,030 kg)
- エンジン： 三段式固体燃料ロケットエンジン
  - 第一段： サイオコール社 (Thiokol)
  - 第二段： エアロジェット・ジェネラル社 (Aerojet-General)
  - 第三段： ユナイテッド・テクノロジーズ・化学システム部門 (United Technologies Chemical Systems Division)
- 速度： 約15,000 mph（M 23、24,000 km/h、7 km/s）
- 射程： 6,000 mi以上(5,200 nm, 10,000 km)
- 飛行高度： 700 mi (1,120 km)
- 搭載弾頭：1基（I型、II型）、3基（III型）[7]
  - W56(ミニットマンI,II Mk11再突入体、1963年-1993年)
  - W59(ミニットマンI Mk5再突入体、1962年-1969年)
  - W62(ミニットマンIII Mk12再突入体、1970年-2010年)
  - W78(ミニットマンIII Mk12A再突入体、1979年-)
  - W87(ミニットマンIII Mk21再突入体、2006年-)
- 誘導装置： 慣性誘導装置
- 配備方式： 地下ミサイルサイロ配備
- 単価： 7,000,000 USドル